# Château de Vullierens
Le château de Vullierens est un château situé dans la commune vaudoise de Vullierens, en Suisse. Un domaine de plus de cent hectares, propriété de la même famille depuis plus de 700 ans soit par mariage ou héritage.

## Histoire
La première maison-forte, appelée aussi Château-Vieux, est construite sur la butte de Vullierens au-dessus de Morges date de 1308, par Pierre de Duin, issu d'une branche des seigneurs de Duin de Châtel de Conflans, originaire du Genevois,. Elle se présentait sous la forme d'un carré savoyard protégé par deux enceintes dont seules deux tours subsistent encore.
Le château actuel a été bâti entre 1706 et 1712 par Gabriel-Henri de Mestral sous la forme d'une résidence campagnarde disposant de nombreuses dépendances, dont une salle de théâtre. Celui-ci avait reçu le domaine à la suite d'une action en justice, son oncle, ancien propriétaire, ayant initialement choisi d'en faire don à l'un de ses cousins Bernard de Budé.
En 1713 s'y tient la réception du mariage de Françoise-Louise de la Tour (Madame de Warens) avec Sébastien-Isaac de Loys.
Le domaine resta dans la famille de Mestral jusqu'à la fin du XIXe siècle lorsque Georgina de Mestral le transmit à son époux, Samuel Bovet. La famille Bovet est encore propriétaire des lieux de nos jours.
L'ensemble du bâtiment et de ses dépendances est inscrit comme bien culturel suisse d'importance nationale.

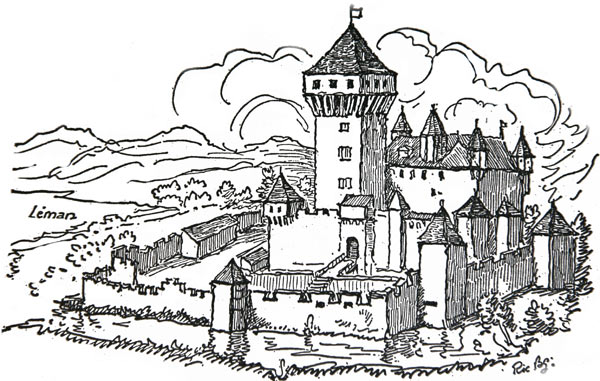
Le château de Vullierens sous forme de maison fort en 1308.
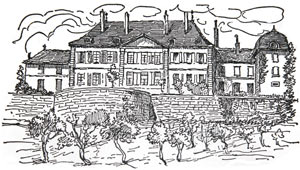
Le château de Vullierens sous sa forme actuelle.

## Architecture du château
Quand Gabriel-Henri de Mestral hérite de la seigneurie, le château médiéval est en piteux état. Il entreprend de le faire démolir pour reconstruire sur ses ruines une résidence au goût de son époque, avec de nombreuses dépendances dont une orangerie,,.
Heureusement, quelques vestiges de l'imposante bâtisse médiévale subsistent : les murs de soutènement de la terrasse au sud-est ainsi que les deux tours au nord-est du château, munies de toitures à l'impériale au XVIIIe siècle. L'une d'elles est toujours affublée de son horloge de 1740,,.
Grâce à un parcellaire de 1685, on sait que le château médiéval était entouré d'une double muraille crénelée et possédait un jardin et un verger. Si l'on en croit cet ancien plan, le bâtiment comportait des corps de logis à trois étages, reliés par une demi-douzaine de tours dont une particulièrement imposante,,.
Bien que les plans du château soient introuvables et que l'identité de l'architecte reste à ce jour inconnue, le château de Vullierens est d'une qualité architecturale incontestable et typique du classicisme français, dont il est l'un des premiers exemples en Suisse. Son architecture sobre, rigoureusement classique et parfaitement maîtrisée ainsi que son jardin à la française grandiose le placent parmi les châteaux les plus remarquables du canton de Vaud,,.
Le château est composé d'un corps de logis principal flanqué de deux ailes dans le même alignement. La façade principale, orientée sud-est, comporte deux niveaux et neuf travées. L'avant-corps central, qui s'étend sur trois travées, est surmonté d'un fronton triangulaire dans lequel se trouvent les armes de Mestral sculptées. Des chaînes d'angle à refends délimitent la façade ainsi que l'avant-corps. Les deux étages sont rythmés par de grandes baies parfaitement disposées et séparés par des cordons sobrement moulurés. La façade sur cour est similaire, à l'exception de son avant-corps central qui n'occupe qu'une travée, également surmonté d'un fronton triangulaire aux armes des de Mestral. La cour d'honneur est délimitée par une grille et un imposant portail surmonté à nouveau des armoiries des propriétaires. La toiture du château, très imposante, est à quatre pans à coyaux,,.
Le nombre de dépendances est remarquable et leur traitement architectural homogène en fait un ensemble harmonieux. Les ailes du château, les dépendances rurales, l'orangerie reconstruite vers 1770-1780, le magnifique jardin à la française et ses allées sont autant de témoignages de la maîtrise et du soin apportés à la conception du lieu. Les jardins, entièrement redessinés et réaménagés, sont des symboles de prestige tout aussi importants que le château lui-même,,.

Château en 1744.
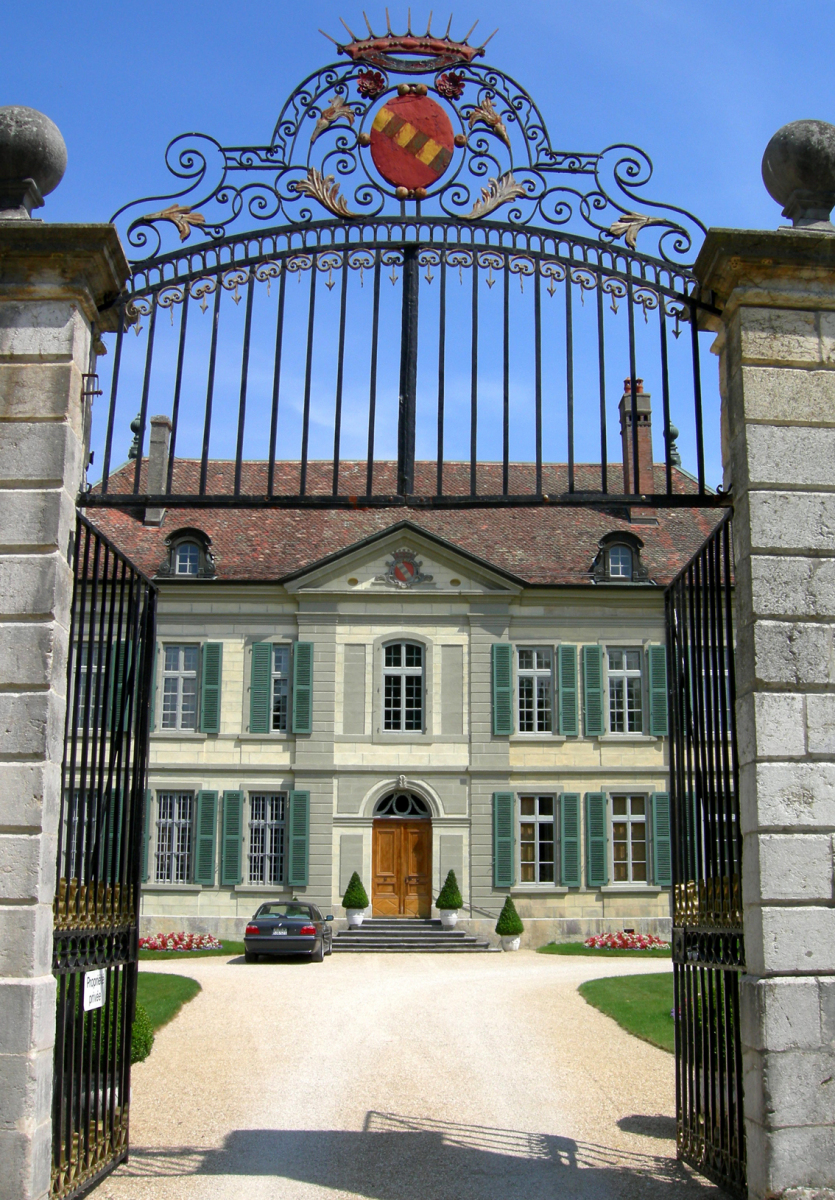
Château actuel.
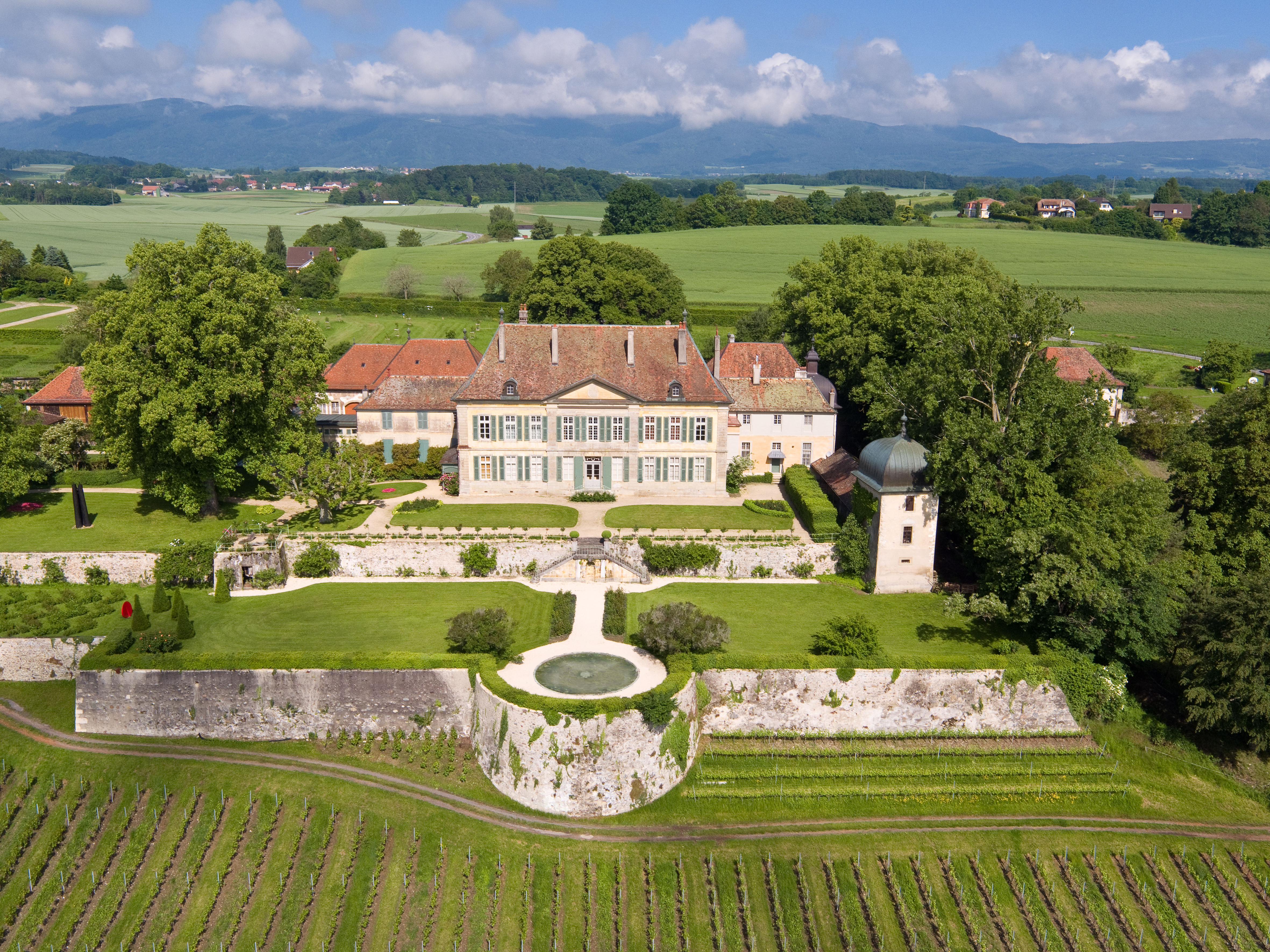
Le château actuel, façade sud.

## Jardins
Les jardins du château baptisés « jardin d'Iris », créés par la propriétaire, Doreen Bovet, au cours du XXe siècle, sont réputés pour leur collection de près de 50 000 iris visibles de fin avril à fin juillet, plus de 400 variétés différentes : des iris nains, des intermédiaires, des bordures, des iris des jardins et des iris Spurias. On y trouve également une collection de tulipes tardives, rhododendrons, pivoines, roses et lys-hémérocalles parmi les 7 jardins à thème présentés : le Jardin de Doreen, le Jardin de Dorianne, le Jardin de Daria, le Bunny's Shade Garden, le Secret Garden, le Jardin de Muni et le Summer Garden,. Chaque jardin a pris le nom des personnes ayant marqué l'histoire du château.

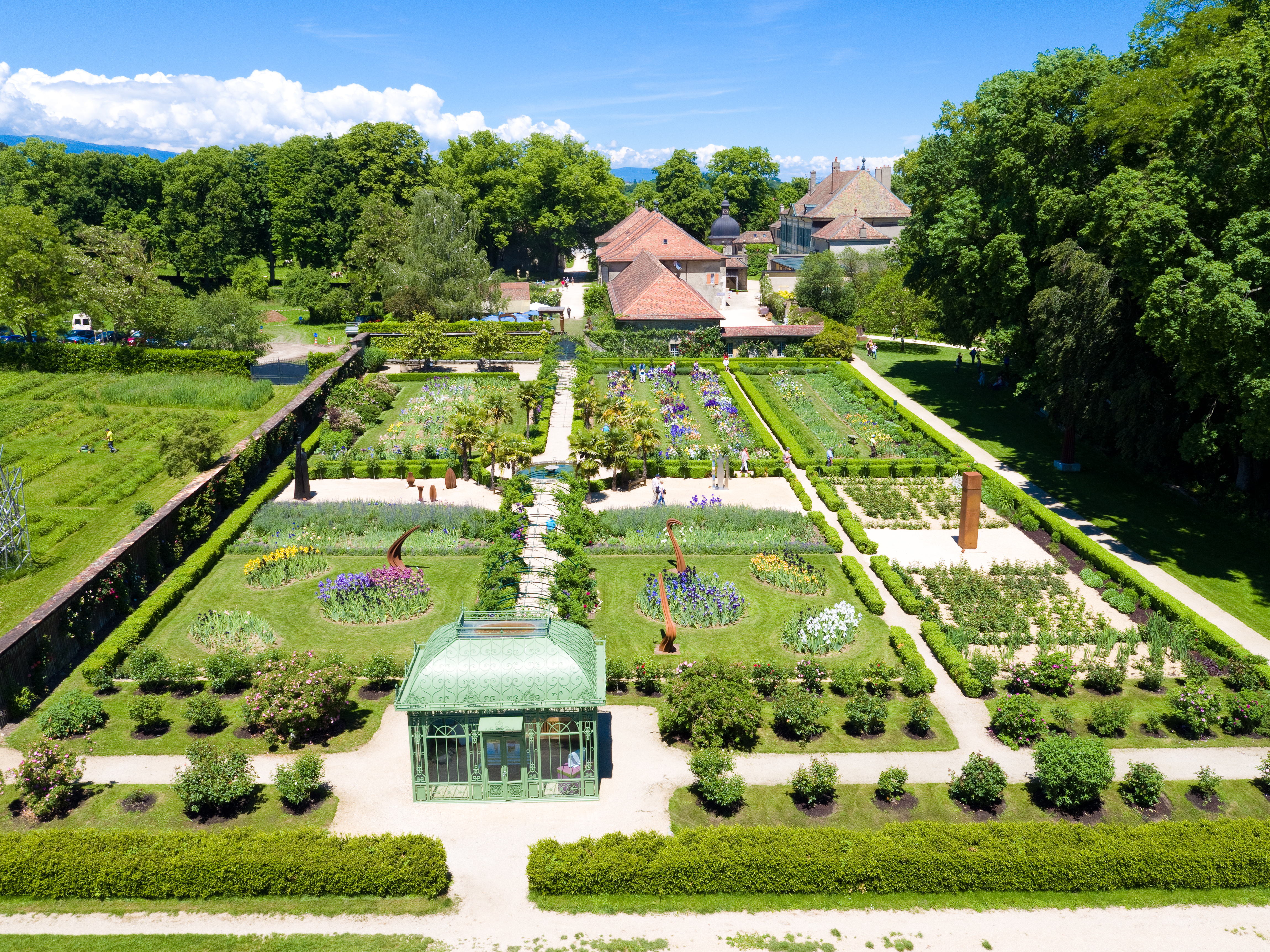
Le jardin de Doreen, au château de Vullierens. Auteur : Régis Colombo.
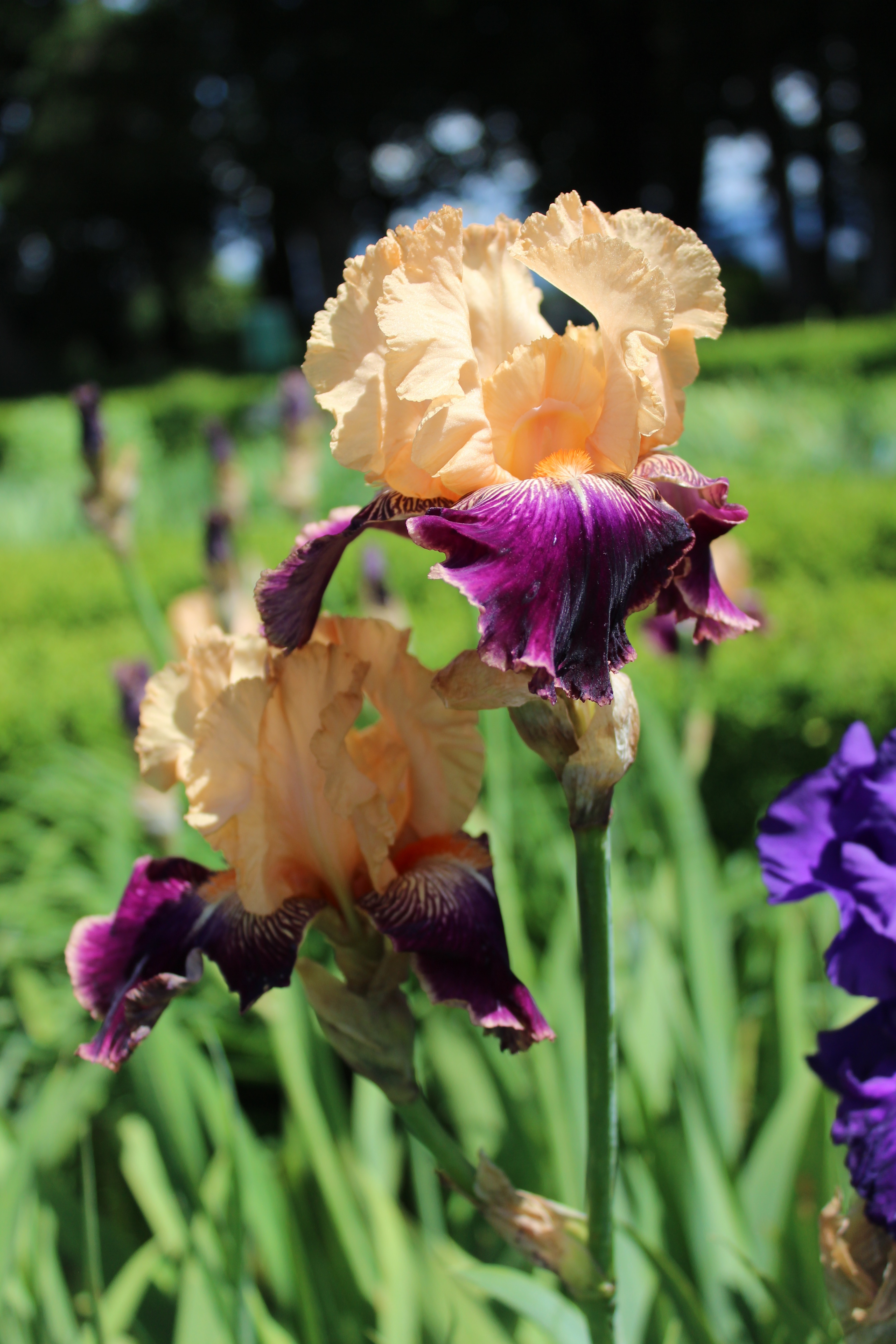
Iris de jardin présent dans les jardins du château de Vullierens.
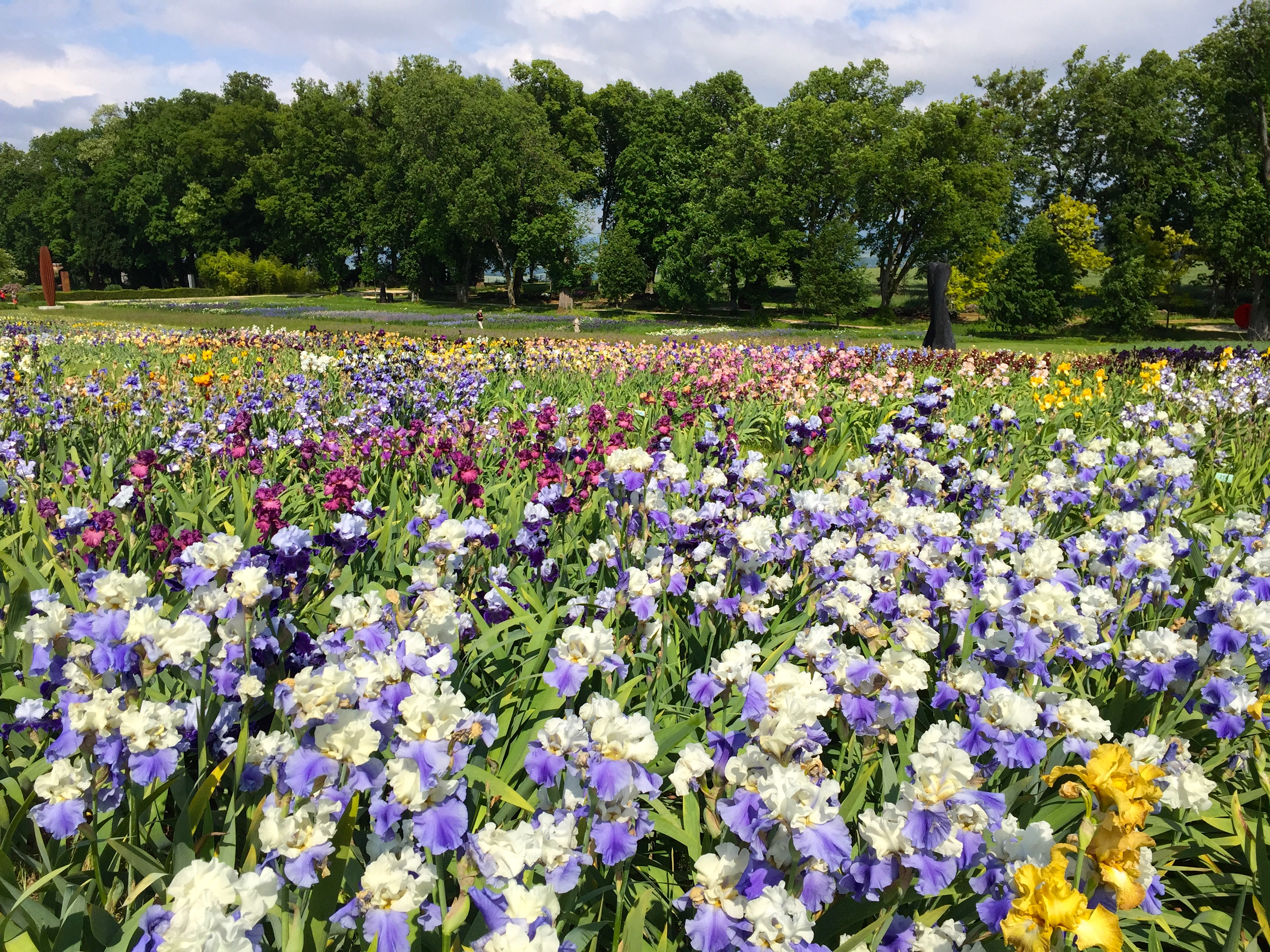
Le champ d'iris dans les jardins du château de Vullierens.
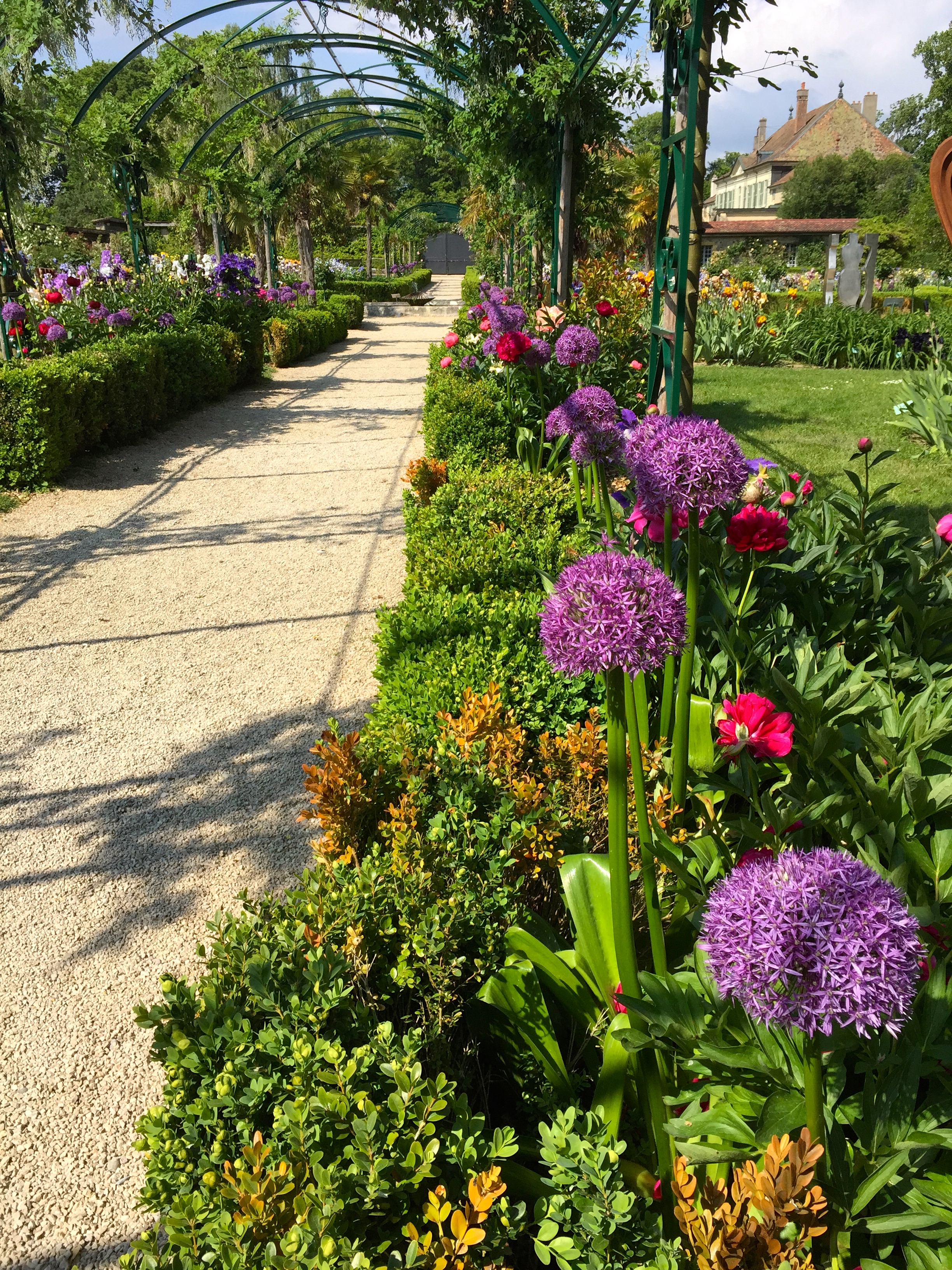
Le jardin de Doreen, au château de Vullierens.
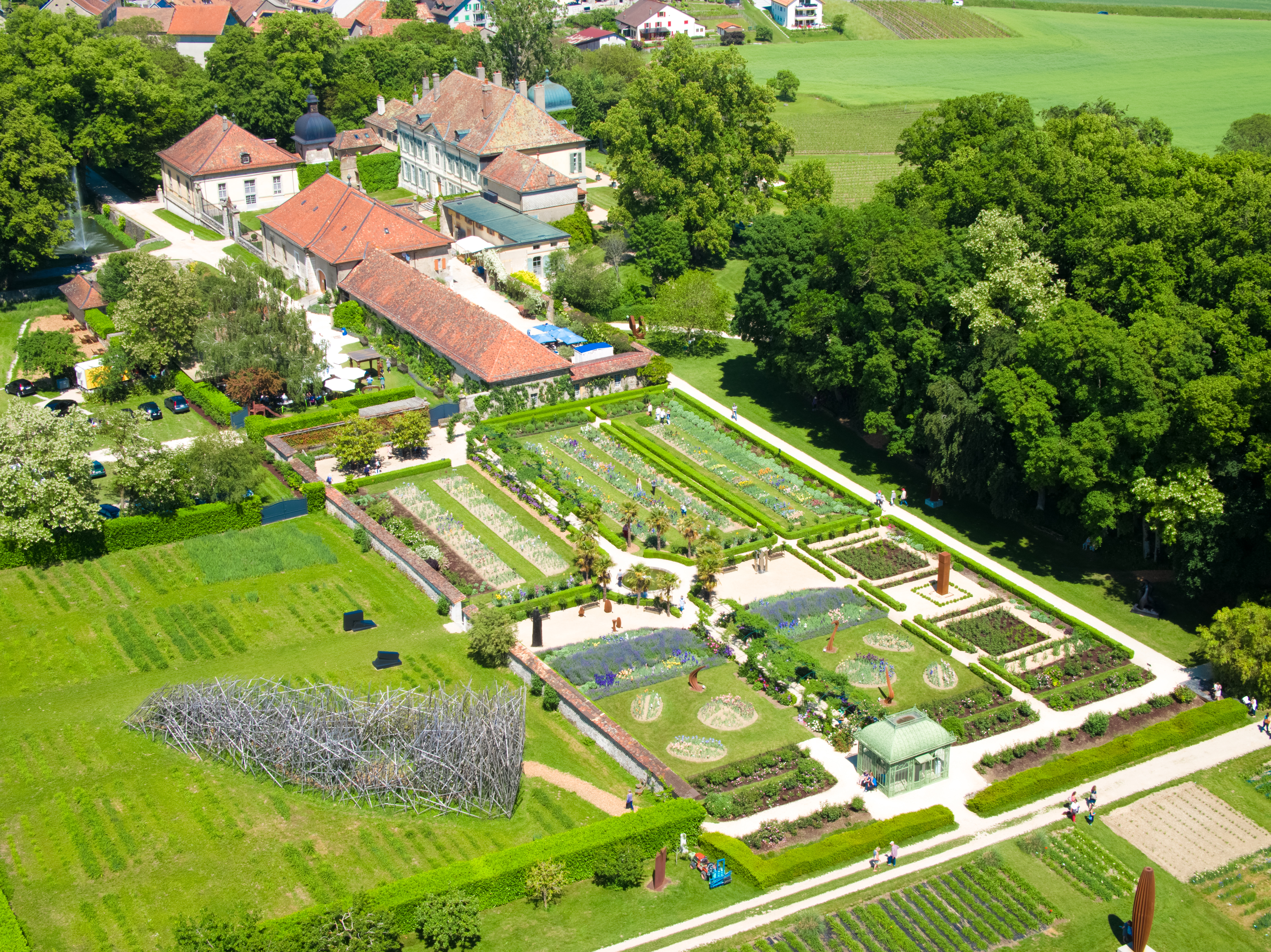
Vue panoramique du domaine du château de Vullierens.

## Sculptures
C'est à la vue d'une œuvre de l'Espagnol Manuel Torres établi à Genève que le châtelain et son épouse voient naître leur envie de sculptures monumentales. Plusieurs pièces d'art en acier de cet artiste y sont exposées depuis. À ce jour, sont exposées dans les jardins plus de 70 sculptures. La sculpture en acier corten My Twist de l'artiste américaine Beverly Pepper ainsi que l'installation de la suisse Mireille Fulpius, un labyrinthe en lambourdes de sapin entrelacées , dix installations du français Christian Lapie représentant des personnages faits de chêne brûlé puis huilé et peint en noirs . En 2018 ont été ajoutées à la collection des sculptures du designer belge Pol Quadens, de l'Anglaise Laura Ford, de l'Irlandais Dorothy Cross, de l'Espagnol Carles Valverde et du Cubain Manuel Carbonell. 

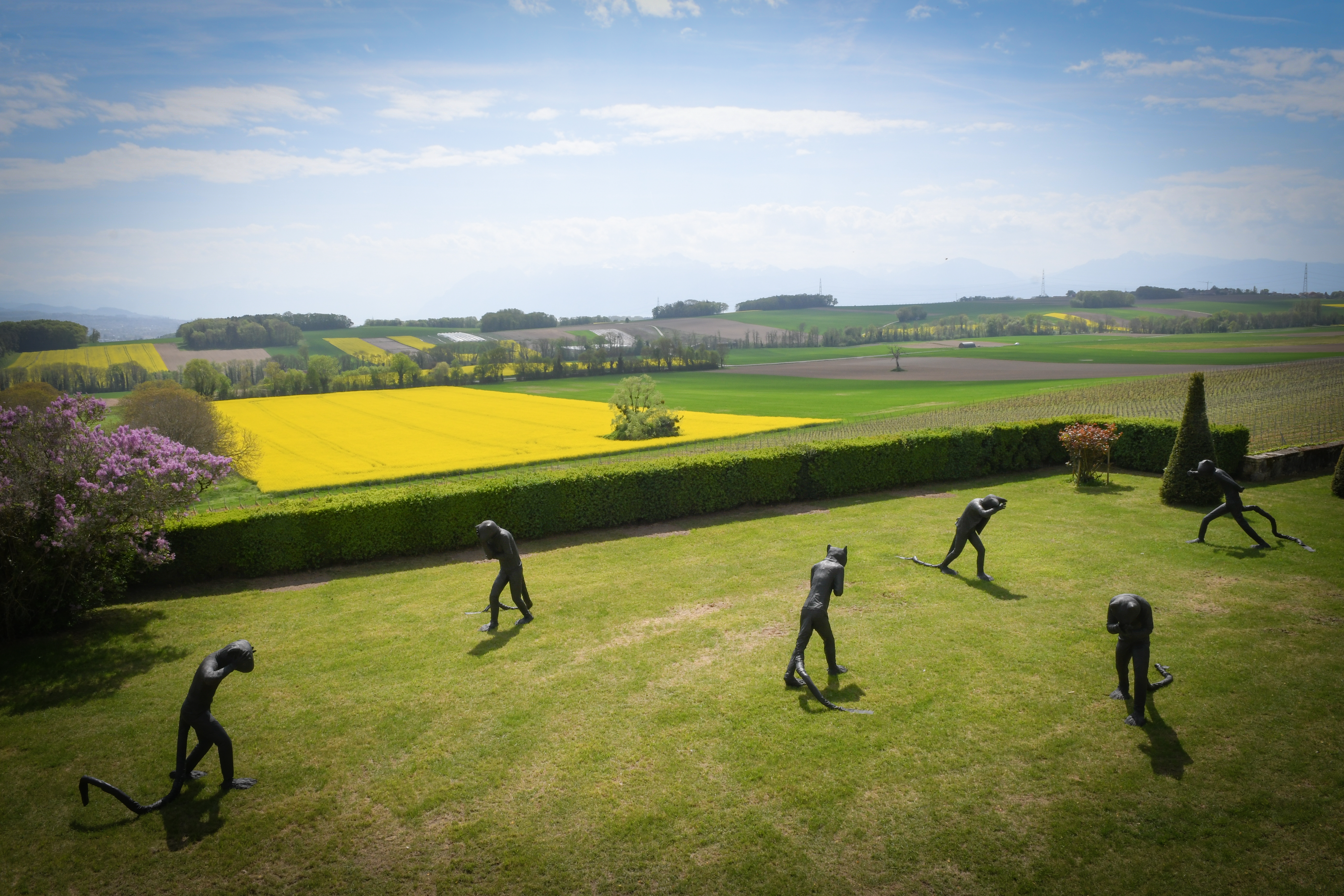
Les 6 chats géants de Laura Ford sur la terrasse du château.
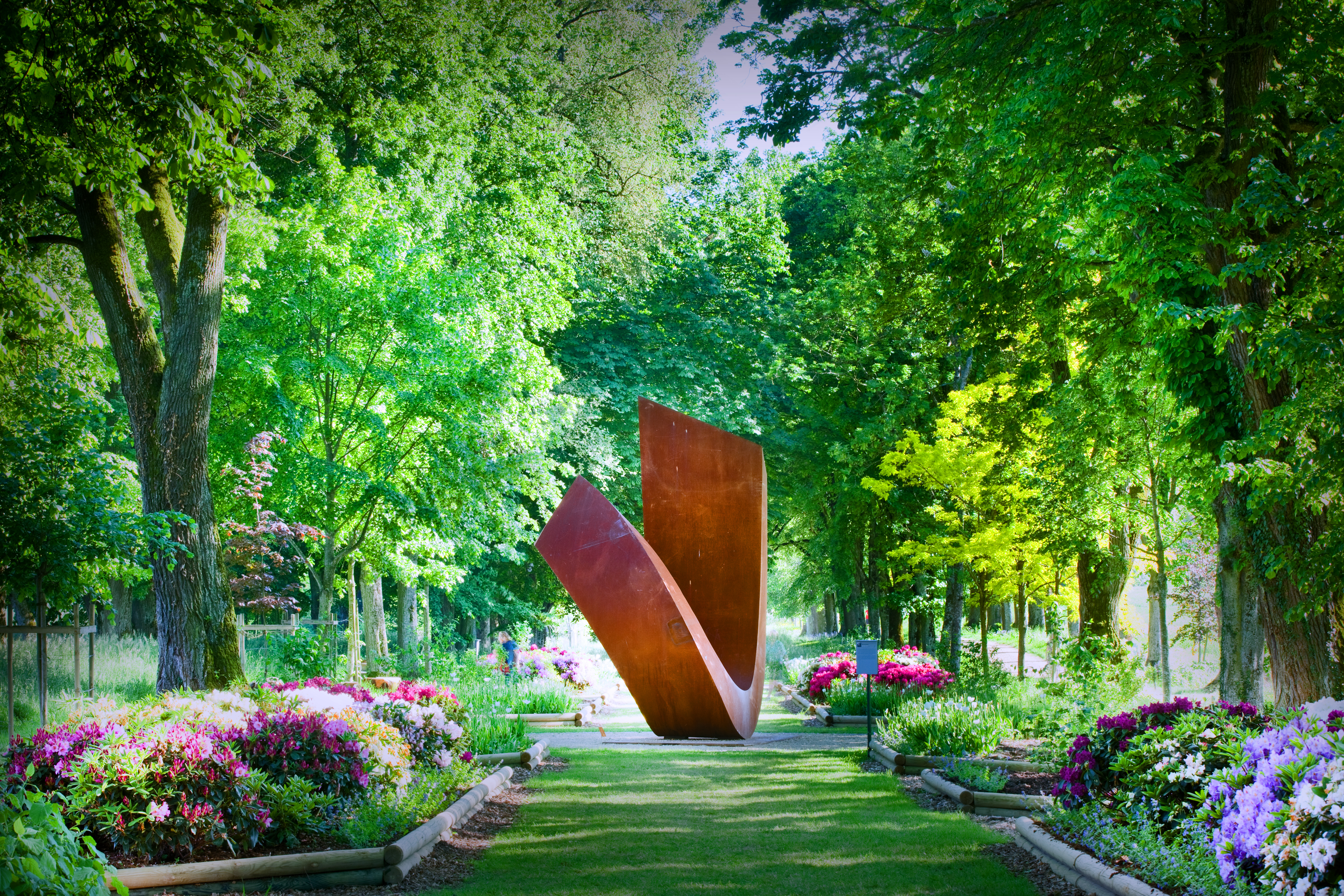
La sculpture de Beverly Pepper est exposée dans le jardin de Muni.
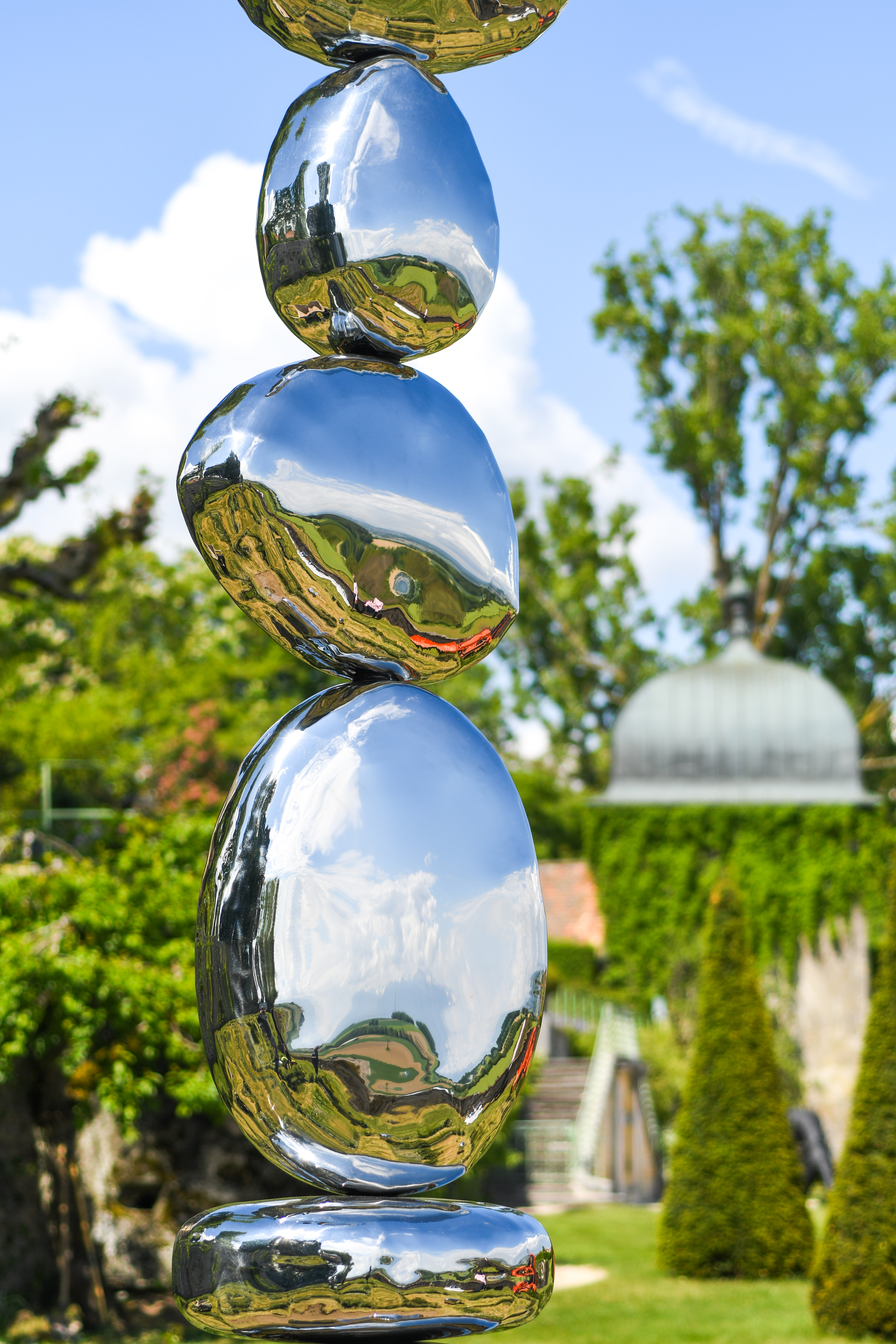
Aperçu de l'œuvre de Pol Quadens sur la terrasse du château.

## Le vignoble et les caves historiques
Le domaine comprend également un vignoble où sont cultivés du Chasselas, du Pinot noir, du Gamay, du Gamaret, du Garanoir et du Galotta vendus directement au domaine. Les vignes historiques s’étendent au sud du Château sur plus de 7 hectares. Depuis de nombreuses années, une viticulture respectueuse de l’environnement est pratiquée sur l’ensemble du domaine. Suivi parcellaire des maturités pour le choix de la date de récolte, rendements limités à la vigne, vendanges manuelles avec tri des raisins en caissettes afin de préserver l‘intégrité des baies. Sous l’une des dépendances du Château, du côté oriental, se trouve la cave principale du domaine. Elle date du début du XVIIIe siècle, avant la construction du Château actuelle probablement construite dans les fondations de l’ancien Château fort. Élégamment voûtée, fraîche à souhait et au sol recouvert de pavés ronds, elle renferme six grands vases de chêne ovales dont la capacité totale est de 73’000 litres. On trouve également deux pressoirs à palanche datant du XIXe siècle. Ces caves historiques ont été remises en état en 1979 par Gilbert Hammel de la maison du même nom à Rolle qui gère les vignes du domaine et sa production depuis 1975. Jusqu’en 2012, la vendange était pressée et conservée dans ces caves par le vigneron du Château.

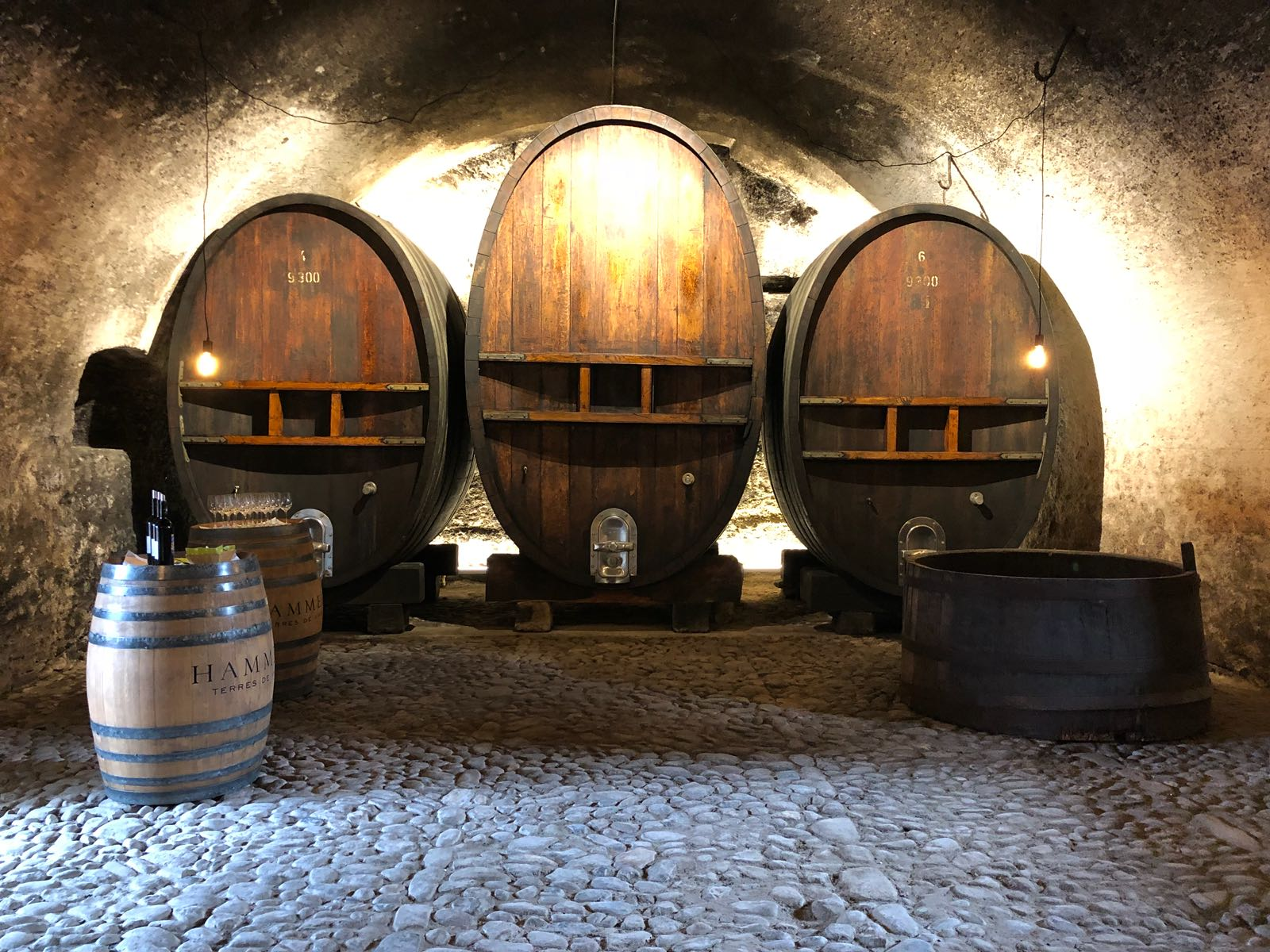
Les caves historiques du château de Vullierens.
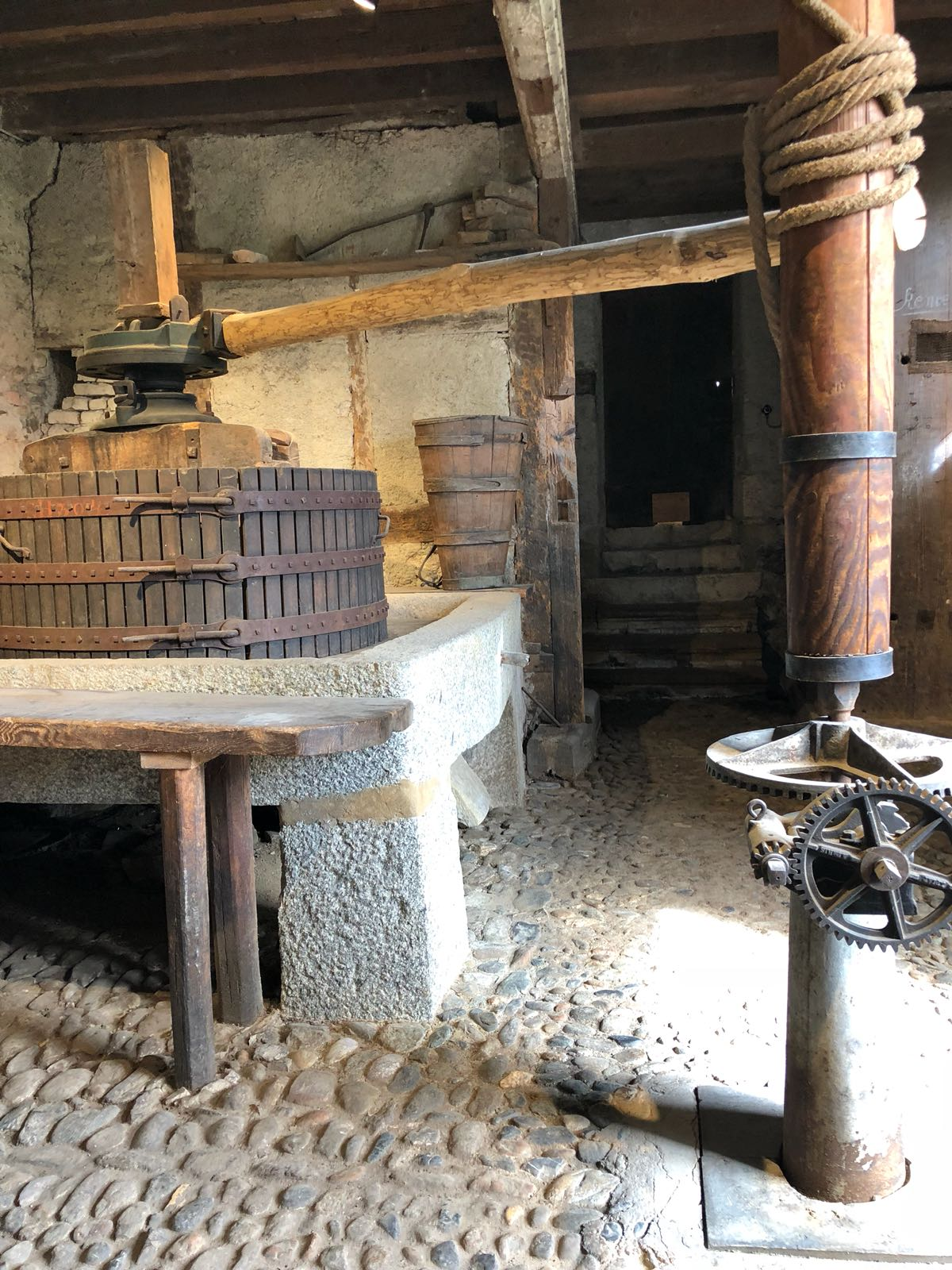
Les caves historiques du château de Vullierens.
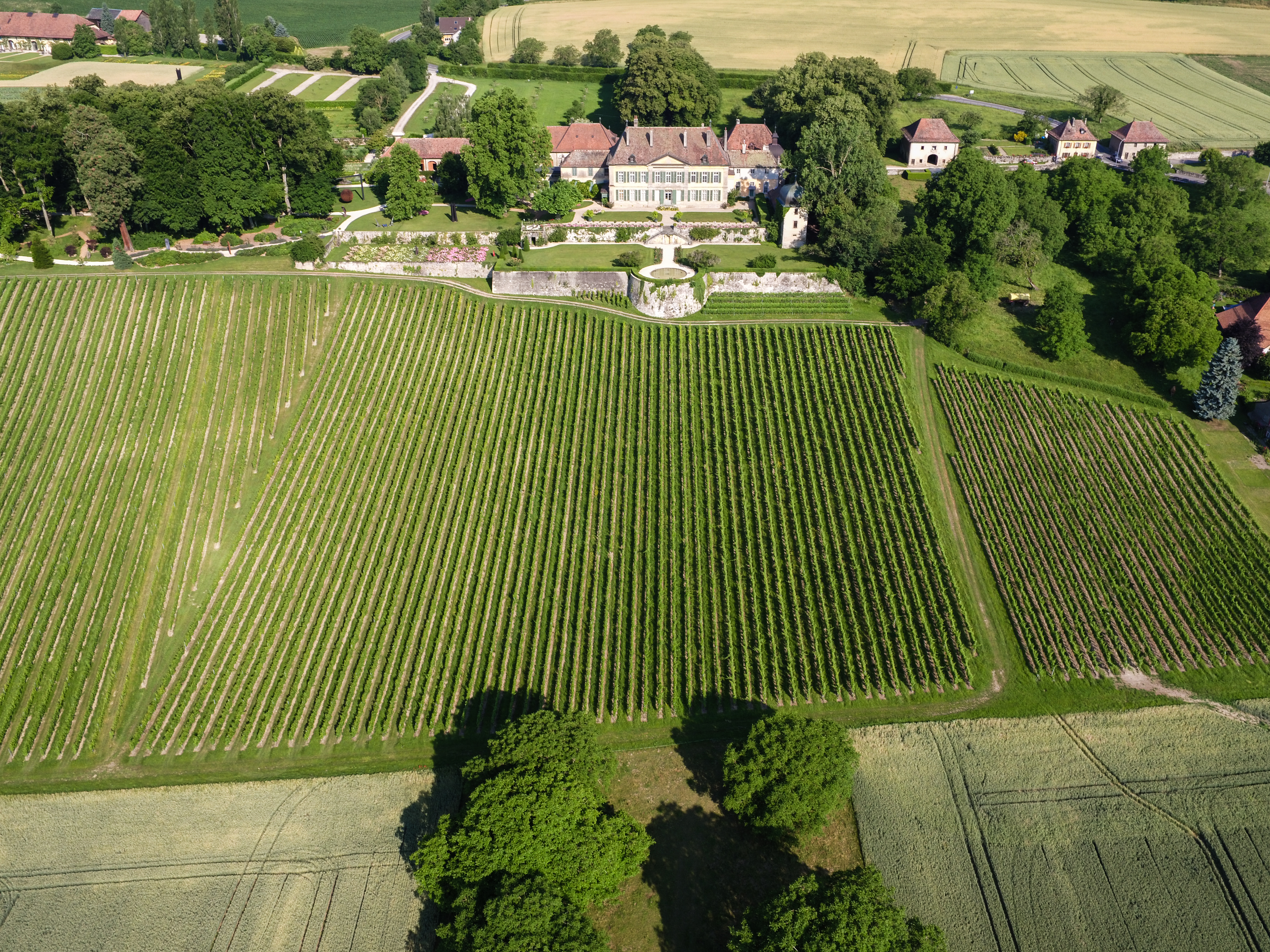
Les 8 hectares de vignes du château.
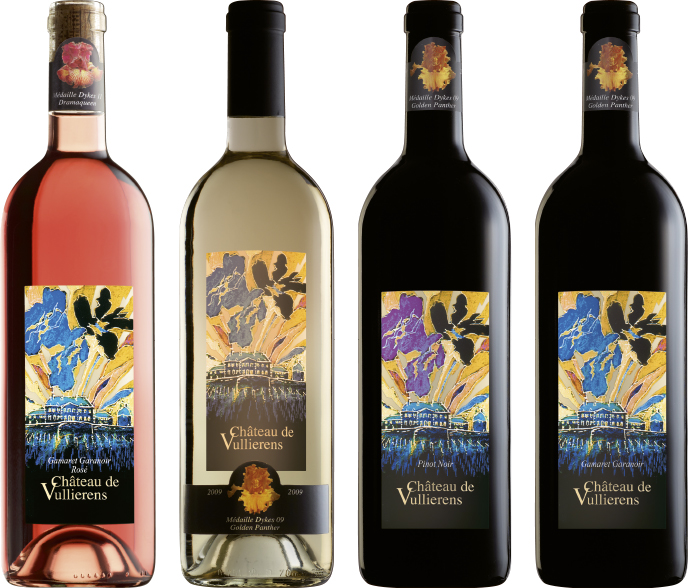
Les 4 bouteilles du château de Vullierens.

## Portes des Iris
La ferme de Collonges (ferme du domaine) a été bâtie sitôt après la reconstruction et les réaménagements du Château dans sa forme actuelle (1712-1745). Celle-ci abritait une quarantaine de têtes de bétail. Restaurée, transformée, aménagée en 1998, la ferme de Collonges, à Vullierens, porte désormais le nom de « Portes des Iris » à cause des six portes en verre ornées de fer forgé qui ont remplacé celles en bois qui donnaient accès aux écuries et à la grange. C’est l’artiste Dorianne Destenay qui, au début des transformations, a été émerveillée par la vue qui s’offrait à elle à travers les six portes voûtées grandes ouvertes pour les travaux. Inspirée par les beautés du jardin et du paysage alentour, elle les a imaginées en verre por conserver la vue, puis a décoré chaque porte d’un motif différent en fer forgé évoquant de manière stylisée les iris et les oiseaux du jardin.
Le rez-de-chaussée se destine à accueillir des événements avec une capacité allant jusqu’à 110 personnes. Alors que l’étage modulable, d’une surface de 550 m2, peut recevoir jusqu’à 500 visiteurs. Sur plus de 1000 m2, sept salles différentes et modulables s’ouvrent sur trois niveaux. Sous l’impressionnante charpente d’origine, l’immense salle des combles est un endroit exclusif. Sans compter un gigantesque jardin-terrasse, avec vue sur le Léman et les Alpes, sur lequel on peut dresser des tentes spécifiques pour les grands événements.
En 2007, Portes des Iris a été agréé comme lieu d’exception pour les cérémonies civiles par l’État de Vaud. Dans un décor idyllique, l'ancienne ferme s’est affirmé comme un haut lieu d’accueil pour des événements de toutes sortes, manifestations d’entreprises ou mariages. La société commerciale a pour vocation d’investir les bénéfices dans la conservation du château.

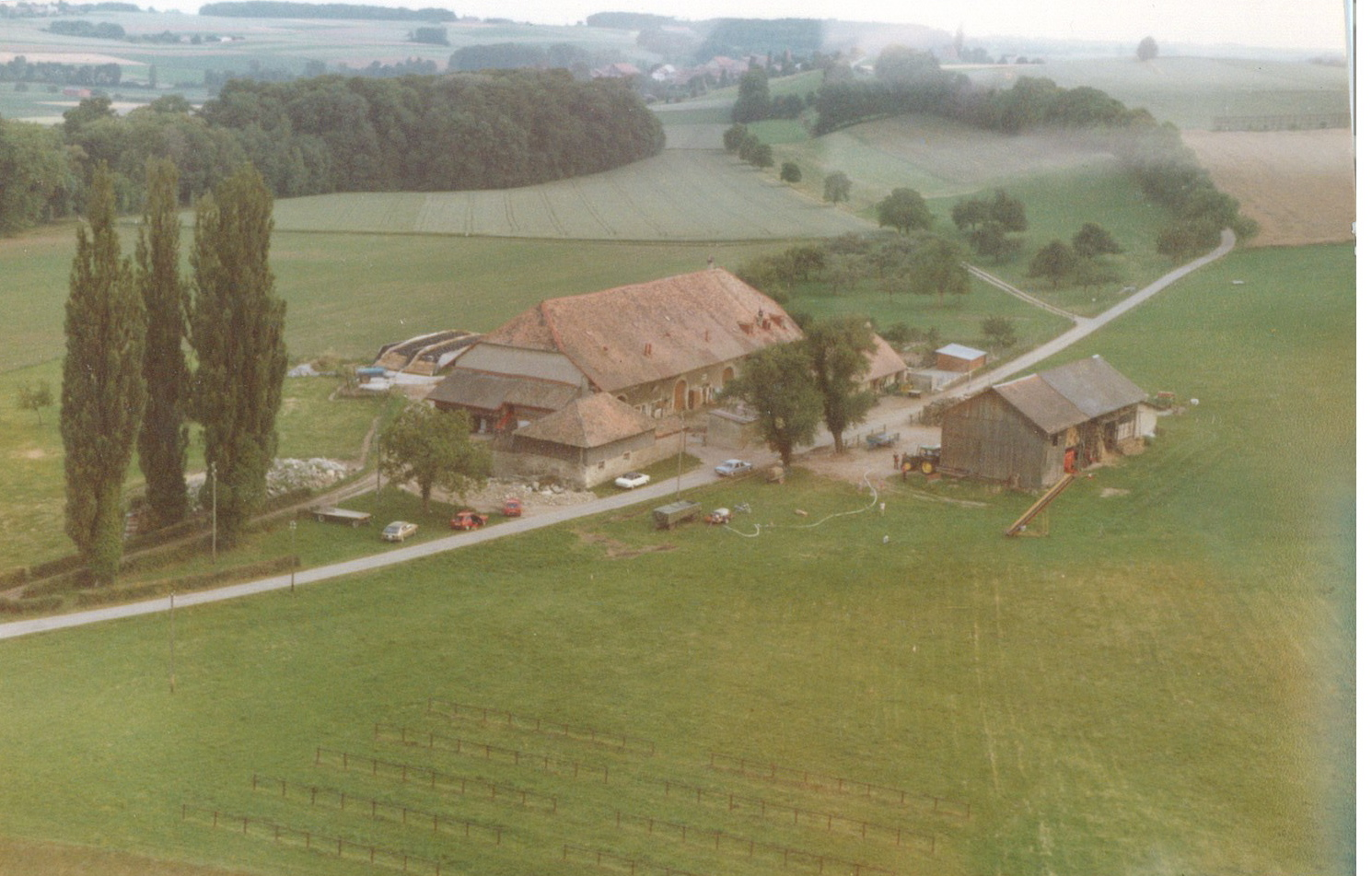
Ancienne ferme du château de Vullierens datant du XVIIIe siècle.
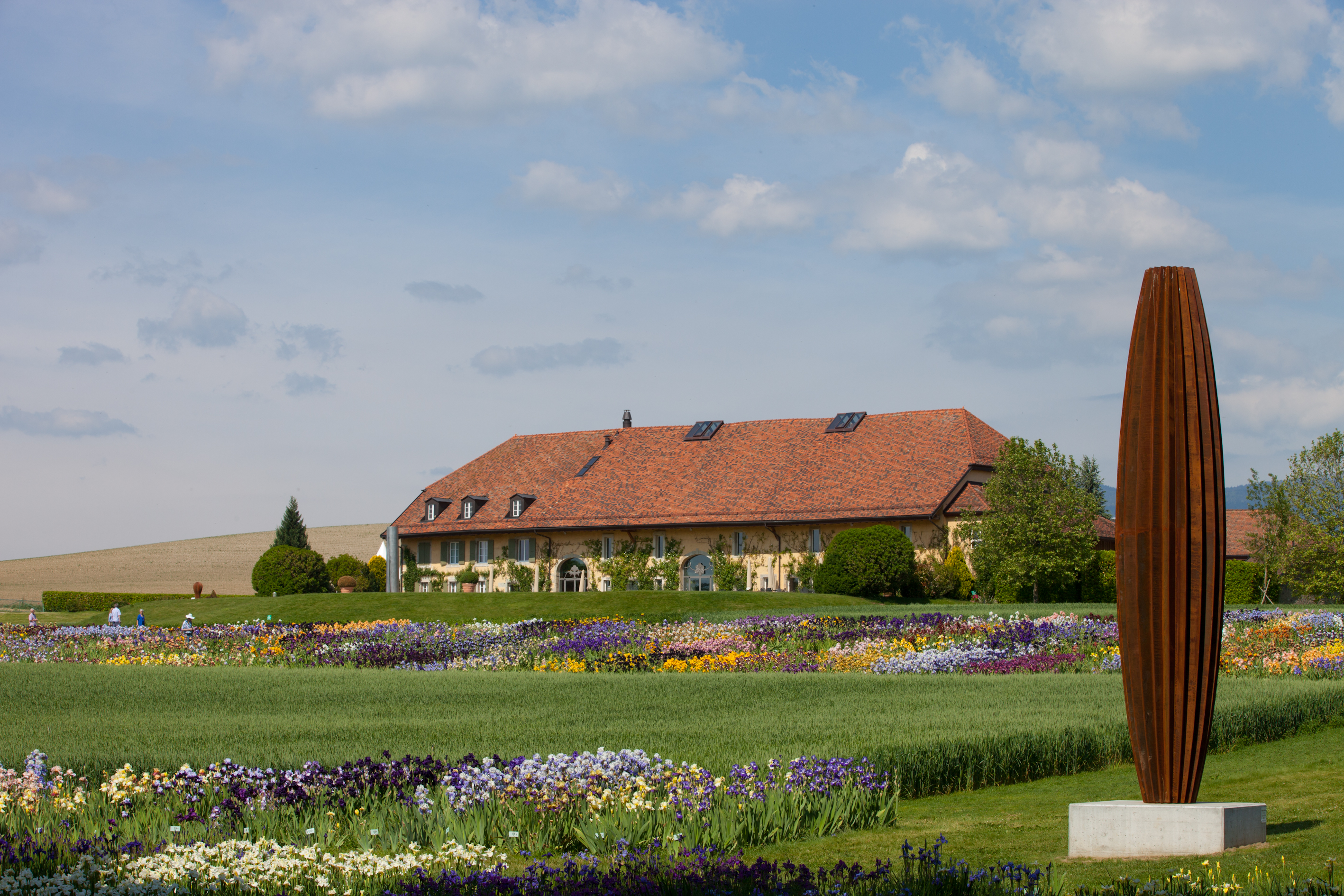
L'ancienne ferme de Collonges rénovée en 1998.
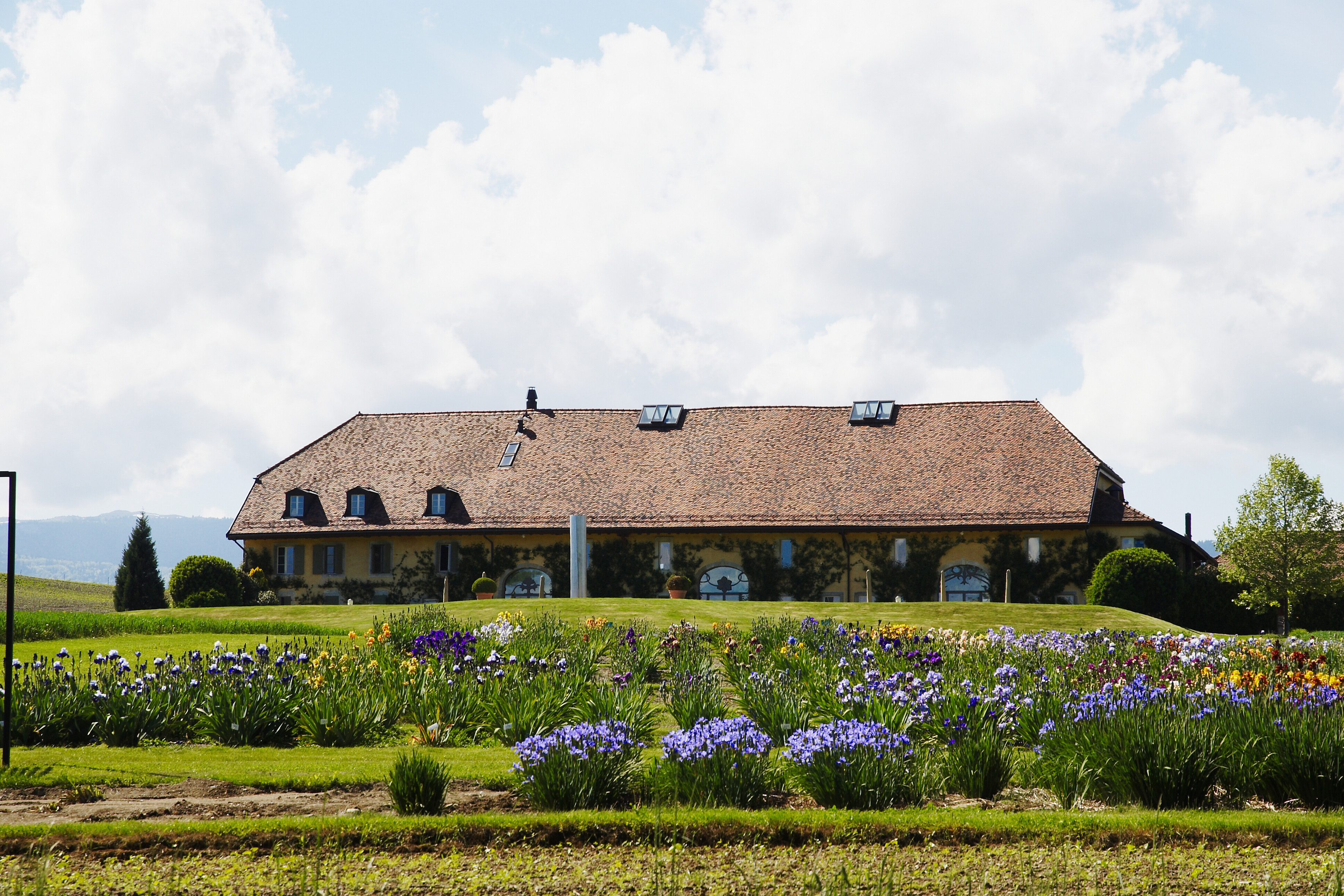
Portes des Iris, établissement pour l'organisation d'événements privés.